# 卡農古區
卡農古區（英語：Kanungu District）是非洲中部國家烏干達的111個區之一，由西部區負責管轄，首府是卡農古，距離首都坎帕拉約420公里和卡巴萊約60公里，主要的經濟產業有農業和商业，2020年人口293537人。

## 外部連結
- Details about Kanungu District and the CHIFCOD Projects

00°57′S 29°47′E / 0.950°S 29.783°E
1. ↑  . www.kanungu.go.ug.   [2024-12-28]. （原始内容存档于2025-02-07）.